# Anacyclose

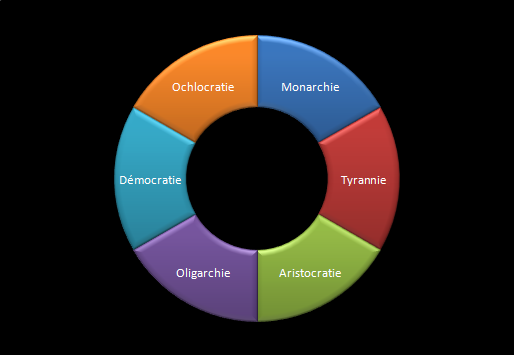
Schéma de l'anacyclose selon Polybe.

L'anacyclose (en grec ancien : ἀνακύκλωσις) est une théorie politique au sujet du caractère cyclique de la succession des régimes politiques.

## Concept
L'anacyclose désigne un changement récurrent de régimes politiques sous la forme d'un cycle.

## Utilisations

### Chez Platon
Le concept d'anacyclose est mis en avant en premier par Platon. Dans le livre VIII (545a-546b) de La République, l'auteur classifie les régimes politiques et soutient que des régimes qui sont faibles de manière inhérente se corrompent successivement. Le philosophe décrit quatre formes de cités et d’hommes injustes correspondant à quatre degrés de corruption de la justice, qui sont énumérés en 544c : timocratie (timarchie), oligarchie, démocratie et tyrannie.

### Chez Aristote
Aristote fonde sa compréhension de l'alternance des régimes politiques sur une observation empirique des cycles de révolutions dans les cités-États de la Grèce de son temps. Il ne considère pas la démocratie comme un régime particulièrement plus vertueux que les autres qui composent le cycle.

### Chez Polybe
L'anacyclose est ensuite développée par l'historien grec Polybe de Mégalopolis. Celui-ci étend le cycle à six phases, qui font basculer la monarchie dans la tyrannie, à laquelle fait suite l'aristocratie qui se dégrade en oligarchie, puis vient la démocratie, qui entend remédier à l'oligarchie, mais sombre, dans une sixième phase, dans le pire des régimes qui est l'ochlocratie, où il ne reste plus qu'à attendre l'homme providentiel qui reconduira à la monarchie.
Polybe a une vision déterministe du cycle des régimes, qui fait partie, selon lui, de l'ordre du temps. Il prévoit que toute constitution finit par être remplacée par une autre, une domination par une autre, et ce sous la forme d'un cycle éternel.

### Chez Cicéron
La théorie est admise par Cicéron dans le De Republica. Il s'affranchit toutefois des jugements de valeur de ses prédécesseurs. Il affirme la monarchie supérieure en tant qu'elle est une forme pure de l'imperium; il montre toutefois le besoin d'une temperatio imperii pour modérer le pouvoir.

### Chez Machiavel
Elle est ensuite reprise par Nicolas Machiavel dans les Discours sur la première décade de Tite-Live, au deuxième chapitre du premier livre. Il réutilise la démonstration de Polybe, qu'il a beaucoup lu, en la modifiant. Machiavel considère toutefois l'alternance des régimes comme due principalement au hasard. Il écrit ainsi : « ces variations de gouvernements naissent au hasard parmi les hommes » ; il n'y a pas de déterminisme surplombant. En soutenant cela, Machiavel libère le temps politique d'un temps qui serait inscrit dans la nature et supérieur à lui. Sa position se veut donc terre-à-terre et empirique. L'anacyclose de Machiavel se détache de l'anacyclose cosmique.

## Critiques et débats
L'anacyclose est analysée par Karl Popper dans La Société ouverte et ses ennemis comme une forme d'historicisme, c'est-à-dire de déterminisme historique immuable.